# James Knox Polk
James Knox Polk (n. 2 noiembrie 1795, Pineville⁠(d), Carolina de Nord, SUA – d. 15 iunie 1849, Tennessee, SUA) a fost cel de-al unsprezecelea președinte al Statelor Unite ale Americii, servind un singur mandat prezidențial între 4 martie 1845 și 3 martie 1849.  Polk s-a născut în Mecklenburg County, Carolina de Nord, dar a trăit și a reprezentat statul Tennessee.

## Președinția lui James Knox Polk (1845-1849)

### Administrație și guvern
| Funcție                 | Nume                | Termen      |
|                         |                     |             |
| Președinte              | James K. Polk       | 1845–1849   |
| Vicepreședinte          | George M. Dallas    | 1845–1849   |
|                         |                     |             |
| Secretar de stat        | James Buchanan      | 1845–1849   |
| Secretar al Trezoreriei | Robert J. Walker⁠(d) | 1845–1849   |
| Secretar de război      | William L. Marcy    | 1845–1849   |
| Procuror General        | John Y. Mason⁠(d)    | 1845 – 1846 |
|                         | Nathan Clifford⁠(d)  | 1846 – 1848 |
|                         | Isaac Toucey⁠(d)     | 1848 – 1849 |
| Postmaster General      | Cave Johnson⁠(d)     | 1845 – 1849 |
| Secretar al Navy        | George Bancroft⁠(d)  | 1845 – 1846 |
|                         | John Y. Mason⁠(d)    | 1846 – 1849 |

### Nominalizări la Curtea Supremă de Justiție
James Knox Polk a nominalizat următorii judecători (în engleză: justice) pentru Curtea Supremă de Justiție a Statelor Unite ale Americii:
- Levi Woodbury⁠(d) – 1845 și
- Robert Cooper Grier⁠(d) – 1846.

### Congress
- 29th United States Congress⁠(d) (March 4, 1845 – 3 martie, 1847)
  - Senate: 31 Democrats, 31 Whigs, 1 Other
  - House: 143 Democrats, 77 Whigs, 6 Others
- 30th United States Congress⁠(d) (March 4, 1847 – 3 martie, 1849)
  - Senate: 36 Democrats, 21 Whigs, 1 Other
  - House: 115 Whigs, 108 Democrats, 4 Others

### State care au fost admise în Uniune
- Texas – 1845;
- Iowa – 1846 și
- Wisconsin – 1848.